# Inside Out (Miracle Workers)
Inside Out è il primo album "full length" della band statunitense dei Miracle Workers, pubblicato nel 1985 dalla Voxx Records/Bomp!. Prima di Inside Out, la band aveva pubblicato nel 1984 due EP, l'omonimo e 1000 Micrograms of the Miracle Workers. Con questo album entrano nel novero delle band garage rock revival di quel periodo, come ad esempio The Chesterfield Kings e The Unclaimed.

## Formazione
- Gerry Mohr - voce
- Matt Rogers - chitarra
- Joel Barnett - basso
- Gene Trautmann - batteria
- Denny Demiankow - tastiere

## Tracce
1. Go Now – 2:00
2. That Ain't Me – 2:14
3. Inside Out – 2:16
4. You'll Know Why – 3:15
5. Another Guy – 3:10
6. Love Has No Time – 2:58
7. I'll Walk Away – 2:07
8. 5:35 – 3:36
9. Tears – 3:37
10. Already Gone – 3:11
11. Hey Little Bird – 2:31
12. Mystery Girl – 3:02
13. One Step Closer To You – 2:50